# William Wallace Campbell
William Wallace Campbell (Hancock megye, Ohio, 1862. április 11. – San Francisco, Kalifornia, 1938. június 14.) skót származású amerikai csillagász.

## Életpályája
1862. április 11-én született egy Ohio állambeli farmon Robert Wilson és Harriet Welch Campbell fiaként. Helyi tanintézményekben végzett középiskolai tanulmányai után, 1882-ben általános mérnöki pályát választva beiratkozott a Michigani Egyetemre, ahol 1886-ban diplomázott. A Newcomb's Popular Astronomy című kiadványnak köszönhetően érdeklődése a csillagászat felé fordult. Ezen karrier irányába terelte John M. Schaeberle is, akinek 1888-ban átvette helyét az egyetem obszervatóriumában.
Miután 1890-ben előbb James E. Keeler tanítványa, majd önkéntes munkatársa, aztán 1891-ben főmunkatárs volt a Lick Csillagvizsgálóban, 1901-től 1930-ig annak igazgatójaként tevékenykedett. Ezalatt megalapította az obszervatórium chilei "Déli Csillagvizsgáló"-ját.
A Coloradói Egyetemen két éven át tanított matematikát; ez alatt ismerkedett meg Elizabeth Ballard Thompsonnal, akit 1892-ben feleségül vett. A házasságból három fiúgyermekük (Wallace, Douglas és Kenneth) született.
Úttörője és sokoldalú alkalmazója volt a fotografikus csillag-színképelemzésnek. Fő munkaterülete a csillagok látóirányú mozgásának mérése, valamint a Nap térbeli mozgásának meghatározása. Nagyszámú, ún. szoros (csak spektroszkopikusan kimutatható) csillag-párt fedezett fel. Jelentősen bővítette a csillagok közti gázfelhőkre és a forró csillagokra vonatkozó ismereteket.
1922-től kezdődően hét éven át a kaliforniai Berkeley Egyetem igazgatója volt.
San Franciscóban önkezével vetett véget életének, 1938. június 14-én.

## Díjak, kitüntetések, emlékezete
- Bruce-érem
- Királyi Csillagászati Társaság Aranyérme
- Lalande-érem,
- Henry Draper-érem

Több akadémiának is volt tagja.
Nevét egy holdbeli és egy Mars-kráter, valamint a 2751 Campbell számú kisbolygó őrzi.